# Майтен, Алекс
Александр Коул Майтен (англ. Alexander Cole Mighten; род. 11 апреля 2002, Уэст-Хартфорд) — английский футболист, вингер клуба «Сан-Диего».

## Карьера

### «Ноттингем Форест»

#### Начало карьеры
Начинал заниматься футболом в английском клубе «Арнолд Таун», откуда затем в 2009 году перешёл в «Ноттингем Форест». За основную команду клуба футболист дебютировал 24 сентября 2019 года в матче Кубка Английской футбольной лиги против лондонского «Арсенала», выйдя на замену на 78 минуте. В начале 2020 года футболист стал попадать в заявку основной команды клуба. Первый матч в чемпионате сыграл 22 февраля 2020 года против клуба «Куинз Парк Рейнджерс». Затем футболист полноценно стал тренироваться выступать за основную команду клуба, преимущественно выходя на поле со скамейки запасных на последних минутах матча. В августе 2020 года футболист подписал с клубом новый контракт до конца июня 2025 года. Первый матч в новом сезоне сыграл 5 сентября 2020 года в рамках Кубка Английской футбольной лиги против клуба «Барнсли». Первый матч в чемпионате сыграл 12 сентября 2020 года против клуба «Куинз Парк Рейнджерс», выйдя на замену на 73 минуте. Дебютным забитым голом за клуб отличился 19 декабря 2020 года в матче против клуба «Миллуолл». За сезон футболист успел отличиться за клуб 3 забитыми голами и результативной передачей в рамках Чемпионшипа.
Новый сезон за клуб футболист начал с матча 8 августа 2021 года против клуба «Ковентри Сити», выйдя на поле в стартовом составе. Первым результативным действием за клуб в сезоне отличился 29 сентября 2021 года в матче против клуба «Барнсли», отдав голевую передачу. Первым в сезоне забитым голом футболист отличился 30 апреля 2022 года в матче против клуба «Суонси Сити». По итогу сезона футболист вместе с клубом занял итоговое четвёртое место в чемпионате, отправившись в плей-офф на повышение в классе. По итогу финала 29 мая 2022 года футболист вместе с клубом одержал победу над клубом «Хаддерсфилд Таун», и вышел в английскую Премьер-лигу. Следующий сезон футболист начал 6 августа 2022 года с дебютного матча в Премьер-лиге против клуба «Ньюкасл Юнайтед», выйдя на замену на 83 минуте. Однако футболист по началу сезона не получал игровой практики, оставаясь на скамейке запасных. Также футболист несколько раз привлекался к матчам со второй командой клуба.

#### Аренда в «Шеффилд Уэнсдей»
В августе 2022 года футболист на правах арендного соглашения присоединился к клубу «Шеффилд Уэнсдей», соглашение с которым рассчитано до конца сезона. Дебютировал за клуб футболист 30 августа 2022 года в матче Трофея Английской футбольной лиги против клуба «Брэдфорд Сити», выйдя на поле в стартовом составе. Первый матч в чемпионате футболист сыграл 3 сентября 2022 года против клуба «Барнсли», выйдя на замену на 64 минуте. Дебютным забитым голом за клуб футболист отличился 4 ноября 2022 года в матче Кубка Англии против клуба «Моркам». Своим первым забитым голом в чемпионате футболист отличился 12 ноября 2022 года в матче против клуба «Аккрингтон Стэнли». В январе 2023 года футболист был отозван из аренды, вернувшись назад в «Ноттингем Форест». На протяжении сезона футболист выступал за клуб в роли одного из основных игроков, отличившись 2 забитыми голами.

#### Аренда в «Кортрейк»
В августе 2023 года футболист начинал новый сезон в составе молодёжной команды английского клуба. В сентябре 2023 года футболист на правах арендного соглашения присоединился к бельгийскому клубу «Кортрейк», соглашение с которым рассчитано до конца сезона. Дебютировал за клуб футболист 17 сентября 2023 года в матче против «Андерлехта», выйдя на замену на 93 минуте. На протяжении первой половины сезона футболист выступал за бельгийский клуб в роли одного из основных игроков, преимущественно выходя на поле со скамейки запасных, однако результативными действиями так и не отличился. В январе 2024 года футболист был отозван из аренды назад в английский «Ноттингем Форест».

#### Аренда в «Порт Вейл»
В феврале 2024 года футболист на правах арендного соглашения присоединился к английскому клубу «Порт Вейл», соглашение с которым рассчитано до конца сезона. Дебютировал за клуб футболист 3 феврале 2024 года в матче против клуба «Флитвуд Таун», выйдя на замену в начале второго тайма. Однако в середине марта 2024 года футболист получил травму ноги, из-за чего выбыл до конца сезона. По итогу сезона футболист вместе с клубом завершил чемпионат на итоговом предпоследнем месте. На протяжении сезона футболист выступал за английский клуб в роли одного из основных игроков, результативными действиями не отличившись. По окончании сркоа арендного соглашения футболист покинул клуб.

### «Сан-Диего»
В конце августа 2024 года футболист перешёл в американский клуб «Сан-Диего», подписав контракт до конца 2026 года. Также футболист сразу же на правах арендного соглашения отправился в норвежский клуб «Норшелланн» до конца 2024 года. Однако за норвежский клуб футболист так и не сыграл, в январе 2025 года вернувшись в американский клуб. Дебютировал за клуб футболист 16 марта 2025 года в матче против клуба «Коламбус Крю», выйдя на замену на 67 минуте. Дебютным забитым голом за клуб футболист отличился 30 марта 2025 года в матче против клуба «Лос-Анджелес».

## Международная карьера
Международную карьеру футболист начинал в юношеских английских сборных до 15 и до 16 лет. В сентябре 2018 года футболист получил вызов в юношескую сборную Англии до 17 лет. Дебютировал за сборную 7 сентября 2018 года в матче против сборной Норвегии. В своём следующем матче 9 сентября 2018 года против сборной Португалии отличился дебютным забитым голом. В марте 2019 года вместе со сборной отправился на квалификационные матчи юношеского чемпионата Европы. В сентябре 2019 года выступал за юношескую сборную Англии до 18 лет. В своём дебютном матче 6 сентября 2019 года против сборной Австралии отличился забитым хет-триком. В сентябре 2021 года футболист в составе молодёжной сборной Англии до 20 лет принял участие в Элитной лиге.